# Aalst (Buren)
Pour les articles homonymes, voir Aalst.
Aalst est une localité des Pays-Bas appartenant à la commune de Buren.